# Salem Center
Salem Center quer dizer, Centro de Salem. Cidade Norte-Americana, mais precisamente localisada nos E.U.A. 
Salem e conhecida como a cidade das bruxas, foi palco da historia "As Bruxas de Salem". Na época realmente existiu um julgamento que tratava sobre mulheres e meninas que se comportavam como bruxas.